# Acid montanic
Acidul montanic (cunoscut și sub denumirea de acid octacosanoic) este un acid carboxilic liniar cu formula de structură restrânsă CH3-(CH2)26-COOH. Este un acid gras saturat, având 28 atomi de carbon. Face parte din componența anumitor tipuri de ceruri, inclusiv ceara de albine și este extras din lignit. Sub denumirea de E912, esterii săi sunt utilizați ca agenți de acoperire. Mai exact, se folosesc esterii său cu glicerolul și cu etilenglicolul, pentru a acoperi fructele și anumite alimente.